# Gelukkig getal
Een gelukkig getal is een speciaal positief geheel getal dat bepaald wordt door het volgende procedé:
- kwadrateer de afzonderlijke cijfers van het getal;
- de som van deze kwadraten vormt een nieuw getal;
- herhaal deze procedure zo lang totdat er ofwel een cyclus van getallen wordt doorlopen, ofwel het getal 1 optreedt;
- wordt het getal 1 bereikt, dan is het oorspronkelijke getal een gelukkig getal.

De eerste twintig gelukkige getallen zijn:
{\displaystyle 1,7,10,13,19,23,28,31,32,44,49,68,70,79,82,86,91,94,97,100}.

## Een meer formele definitie
Wordt (in een zeker talstelsel) bij een geheel positief getal {\displaystyle n} de rij getallen {\displaystyle n_{0}=n,n_{1},n_{2},n_{3},\ldots } zó gevormd dat {\displaystyle n_{i+1}} gelijk is aan de som van de kwadraten van de cijfers van {\displaystyle n_{i}}, dan is {\displaystyle n} een gelukkig getal als er een {\displaystyle k} bestaat waarvoor {\displaystyle n_{k}=1}.
Met {\displaystyle s} (of {\displaystyle s_{1}}){\displaystyle ,s_{2},\dots } wordt de eerste, tweede, ... iteratiestap beschreven van bovenbedoeld procedé. Zo is (in het tientallige stelsel):
{\displaystyle s(7)=s_{1}(7)=49,\,s_{2}(7)=s(49)=97,\,s_{3}(7)=s(97)=130,\,s_{4}(7)=s(130)=10,\,s_{5}(7)=s(10)=1}
De rij {\displaystyle n_{k}} (voor {\displaystyle k=0,1,2,\ldots }) met {\displaystyle n_{0}=7} is in dit geval: {\displaystyle 7,\,49,\,97,\,130,\,10,\,1}.
Een rij als deze wordt ook wel genoteerd als: {\displaystyle 7\to 49\to 97\to 130\to 10\to 1}.

## Voorbeelden in het decimale stelsel
1. Het getal {\displaystyle 23} geeft:
{\displaystyle 2^{2}+3^{2}=13\to 1^{2}+3^{2}=10\to 1^{2}+0^{2}=1}
Dus is {\displaystyle 23} een gelukkig getal.
2. Het getal {\displaystyle 78} geeft:
{\displaystyle 113\to 11\to 2\to \mathbf {4} \to 16\to 37\to 58\to 89\to 145\to 42\to 20\to \mathbf {4} }
En nu zal de cyclus {\displaystyle 16,\,37,\,58,\,89,\,145,\,42,\,20,\,4} zich steeds herhalen.
Daarom is {\displaystyle 78} geen gelukkig getal.

## Eigenschappen in het decimale stelsel
- Staat er in de rij {\displaystyle n_{0}=n,n_{1},n_{2},\dots } (conform bovenstaande formele definitie) een getal {\displaystyle n_{k}} (met {\displaystyle k\geq 1}) dat een gelukkig getal is, dan is {\displaystyle n} een gelukkig getal.

Bewijs. Is {\displaystyle n_{k}} een gelukkig getal, dan is er in de rij die {\displaystyle n_{k}} als eerste term heeft, een term {\displaystyle n_{k+m}} (voor zekere {\displaystyle m\geq 1}) met een waarde gelijk aan {\displaystyle 1}. De term {\displaystyle n_{k+m}} staat dan ook in de rij die begint met {\displaystyle n_{0}}. Dus is {\displaystyle n} een gelukkig getal.
- De eigenschap ‘wel of niet gelukkig’ verandert niet indien er in de schrijfwijze in cijfers nullen worden toegevoegd of weggelaten.

Bewijs. Dit is triviaal: {\displaystyle 0^{2}} erbij of eraf verandert de waarde van {\displaystyle s(n)} niet.
- Er zijn oneindig veel gelukkige en oneindig veel ongelukkige getallen.

Bewijs. Dit volgt uit de vorige eigenschap in combinatie met het feit dat er een gelukkig getal is, en ook een ongelukkig getal.
- Een getal dat wordt gevormd door een permutatie van de cijfers van een gelukkig getal, is een gelukkig getal.

Bewijs. Dit berust op de commutativiteit van de optelling (van de kwadraten) van getallen.
- Voor elk getal {\displaystyle n} van {\displaystyle k} cijfers met {\displaystyle k\geq 4} geldt

{\displaystyle s(n)\leq 81k<10^{k-1}\leq n},
dus
{\displaystyle s(n)<n}.
Voor elk begingetal wordt na een aantal iteraties dus een getal ≤ 999 verkregen en vervolgens een getal ≤ 243, en dan een getal ≤ 163 (het resultaat bij het getal 199). Verdere iteraties geven ook weer getallen ≤ 163. In elke rij komt dus uiterlijk 163 stappen na het eerste getal ≤ 163 een getal dubbel voor, waarmee de rij blijkt uit te monden in een cyclus, en de herhaling van de cyclus begint. Onder cyclus worden hierbij mede die met lengte 1 begrepen, dit is alleen die bestaande uit alleen de 1. De getallen voor en in de cyclus zijn bij uitmonden in de 1 gelukkig, en bij uitmonden in een andere cyclus niet.
- Onderzoek van de rij getallen {\displaystyle n=n_{0},\,n_{1},\,n_{2},\,\ldots } geeft voor de begingetallen {\displaystyle n_{0}=1,2,3,\cdots ,163} (en dus voor elk begingetal) telkens een van de twee volgende mogelijkheden:
  - er is een {\displaystyle k} met {\displaystyle n_{k}=1};
  - er is een {\displaystyle k} met {\displaystyle n_{k}=4} en {\displaystyle n_{k}\to 16\to 37\to 58\to 89\to 145\to 42\to 20\to 4}.

Er zijn dus geen verdere cycli.

## Eigenschappen in het drietallige stelsel
Op ongeveer dezelfde manier als hierboven blijkt dat alle gehele getallen groter dan 0 weer uitkomen op een cyclus, en wel een van de cycli (1), (5), (8), (2 4) (decimaal geschreven), dus ({\displaystyle 1_{3}}), ({\displaystyle 12_{3}}), ({\displaystyle 22_{3}}), ({\displaystyle 2_{3}11_{3}}).
De eerste gelukkige getallen zijn: 1, 3, 9, 13, 17, 23, 25, dit zijn {\displaystyle 1_{3}}, {\displaystyle 10_{3}}, {\displaystyle 100_{3}}, {\displaystyle 111_{3}}, {\displaystyle 122_{3}}, {\displaystyle 212_{3}}, {\displaystyle 221_{3}}.

## Andere talstelsels
De definitie van een gelukkig getal is afhankelijk van het talstelsel waarin de getallen zijn geschreven. In het binaire stelsel en het viertallige stelsel zijn alle positieve gehele getallen gelukkig.

## Binaire schrijfwijze
Wordt het getal {\displaystyle n} (geheel, {\displaystyle \geq 1}) binair geschreven (te herkennen aan index {\displaystyle _{2}}), dan kan bewezen worden dat {\displaystyle n} een gelukkig getal. Hieronder staat een schets van een bewijs.
Voorbeelden
{\displaystyle n=1_{2}} ; {\displaystyle s(n)=1^{2}=1}
{\displaystyle n=10_{2}} ; {\displaystyle s(n)=1^{2}+0^{2}=1}
{\displaystyle n=11_{2}} ; {\displaystyle s_{1}(n)=1^{2}+1^{2}=2=10_{2}} ; {\displaystyle s_{2}(n)=s(10_{2})=1}
{\displaystyle n=100_{2}} ; {\displaystyle s(n)=1}
{\displaystyle n=101_{2}} ; {\displaystyle s_{1}(n)=2=10_{2}} ; {\displaystyle s_{2}(n)=s(10_{2})=1}
{\displaystyle n=110_{2}} ; {\displaystyle s_{1}(n)=2=10_{2}} ; {\displaystyle s_{2}(n)=s(10_{2})=1}
{\displaystyle n=111_{2}} ; {\displaystyle s_{1}(n)=3=11_{2}} ; {\displaystyle s_{2}(n)=s(11_{2})=10_{2}} ; {\displaystyle s_{3}(n)=s(10_{2})=1}
Merk op dat voor een willekeurig positief geheel (ook binair geschreven) getal {\displaystyle n} geldt dat {\displaystyle s(n)=s(n')}, waarbij {\displaystyle n'} het getal is dat ontstaat door uit de (binaire) schrijfwijze van {\displaystyle n} alle nullen weg te laten.
En voorts is, voor een binair geschreven natuurlijk getal {\displaystyle n} met lauter {\displaystyle k} enen (met {\displaystyle k\geq 1}):
{\displaystyle n=111\ldots 11_{2}=2^{k}-1} en {\displaystyle s(n)=k}
Voor iedere {\displaystyle k} ({\displaystyle =2,3,\ldots }) geldt {\displaystyle k<2^{k}-1}. Dus de eerste iteratiestap bij zo’n {\displaystyle n} leidt altijd tot {\displaystyle s(n)<n}, dus tot een getal met minder enen in de binaire schrijfwijze, en daardoor uiteindelijk tot een zekere {\displaystyle s_{k}}-waarde die gelijk is aan 1. Met andere woorden:

Stelling. Elk positief geheel getal dat binair gerepresenteerd is, is een gelukkig getal.